# 요헨 헥트
요헨 토마스 헥트(독일어: Jochen Thomas Hecht, 독일어 발음: [ˈjɔχn̩ ˈtoː.mas hɛçt], 1977년 6월 21일~)는 독일의 아이스하키 선수, 지도자로 현역 시절 포지션은 레프트윙이다. 도이체 아이스하키 리가(DEL)의 아들러 만하임에서 선수 생활을 시작한 그는 내셔널 하키 리그(NHL)의 세인트루이스 블루스, 에드먼턴 오일러스, 버펄로 세이버스에서 활동하며 NHL 정규 리그 833경기를 뛰었다.
독일 아이스하키 국가대표 선수로서 국가대항전 92경기에 출전하여 24골을 넣었고, 올림픽 3회, 세계 선수권 대회 6회, 월드컵 2회 참가했다.

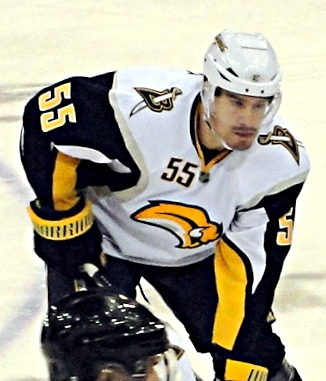
2010년 2월 1일 버펄로 세이버스 소속 시절의 헥트

## 개인사
아들인 필리프 헥트도 아이스하키 선수이다.